# Cyklaminiany

cyklaminian sodu

Cyklaminany (cykloheksylosulfaminiany; numer CAS: 100-88-9) – grupa organicznych związków chemicznych – soli i estrów kwasu cyklaminowego (kwasu cykloheksylosulfaminowego). Zazwyczaj jednak nazwa ta odnosi się jedynie do cyklaminianu sodu i cyklaminianu wapnia, które są stosowane jako sztuczne środki słodzące w żywności i oznaczane symbolem E952.

## Otrzymywanie
Wyjściową substancją do produkcji cyklaminianów sodu i wapnia jest zazwyczaj cykloheksyloamina. Jednym ze sposobów ich otrzymywania jest reakcja tej substancji z kwasem sulfaminowym w wysokowrzącym rozpuszczalniku. W jej wyniku tworzy się N-cykloheksylosulfaminian N-cykloheksyloamoniowy, który z wodorotlenkiem sodu lub wodorotlenkiem wapnia prowadzi do otrzymania odpowiednich cyklaminianów i cykloheksyloaminy.
Innym sposobem jest reakcja równomolowych ilości cykloheksyloaminy i trzeciorzędowych amin, w której powstaje N-cykloheksylosulfaminian trialkiloamoniowy. Cyklaminiany otrzymywane są w analogiczny sposób do powyższej metody. Dawniej stosowano także kwas chlorosiarkowy w reakcji z cykloheksyloaminą.
Opisane zostały także reakcje cykloheksyloaminy z metylotiosiarczanem sodu lub solami metali i kwasu sulfaminowego, związków cykloheksylowych z tritlenkiem siarki lub kwasem siarkowym, cykloheksylohydroksyloaminy z dwutlenkiem siarki lub siarczynami.

## Właściwości
Cyklaminiany sodu i wapnia rozkładają się pod wpływem wysokiej temperatury (ok. 260 °C w przypadku cyklaminianu sodu). W pH od 2 do 10, są one stabilne i nie ulegają hydrolizie. Są więc odporne na warunki przetwarzania żywności.
W małym rozcieńczeniu słodki smak cyklaminianów jest około 30–35 razy intensywniejszy od sacharozy. Zmniejsza się on jednak wraz ze zwiększeniem stężenia cyklaminianów. Przy stężeniu około 0,5% odczuwany może być także gorzki smak.
W niektórych przypadkach może występować efekt synergistyczny pomiędzy dwiema różnymi substancjami słodzącymi. Wykorzystywany jest on w mieszaninie cyklaminianu sodu z sacharynianem sodu, zazwyczaj w stosunku wagowym 10:1 (czasem 9:1).

## Zastosowanie
Dzięki dużej stabilności i odporności na temperaturę, cyklaminiany stosowane są jako substancje słodzące m.in. w napojach (m.in. gazowanych) i owocach konserwowych. Wykorzystuje się je także w pastach do zębów i płynach do płukania jamy ustnej w celu poprawy ich smaku.
Niektóre leki mogą być podawane w postaci cyklaminianów (m.in. cyklaminian cyproheptadyny i cyklaminian izoaminilu).

## Historia i zagrożenia
Słodki smak cyklaminianów został odkryty przypadkowo przez Michaela Svedę w 1937 roku.
We wczesnych latach 70. cyklaminiany podejrzewane były o właściwości rakotwórcze. Z tego też powodu ich użycie w żywności zostało w wielu państwach zakazane (m.in. w Kanadzie, Polsce, Stanach Zjednoczonych i Wielkiej Brytanii) lub znacznie ograniczone, m.in. poprzez wymóg stosowania etykiet ostrzegawczych. Sytuacja ta doprowadziła do konieczności znalezienia innych substancji słodzących (m.in. aspartamu, niektórych peptydów i acesulfamu K).
Ponowna ocena danych toksykologicznych wskazała jednak na brak takich właściwości. Wątpliwości budziła jedynie cykloheksyloamina – toksyczny metabolit cyklaminianów wytwarzany przez niektóre bakterie jelitowe w organizmie człowieka. Obecna wartość ADI (dopuszczalnego dziennego spożycia) ustalona przez Wspólny Komitet Ekspertów FAO/WHO ds. Dodatków do Żywności (JECFA) i Komitet Naukowy ds. Żywności Komisji Europejskiej (SCF) wynosi 0–11 mg/kg m.c. i jest oparta na danych toksykologicznych cykloheksyloaminy. JECFA zaleca także, aby czystość cyklaminianów dodawanych do żywności nie była mniejsza niż 98%.
Cyklaminiany mogą także wchodzić w interakcje z niektórymi lekami.